# Margaret Starbird
Margaret Leonard Starbird (ur. 1942) – amerykańska pisarka. Jest absolwentką University of Maryland, na którym studiowała historię średniowiecza i literaturę porównawczą. Odbyła też studia na Christian Albrechts University w Kiel (Niemcy) i Vanderbilt Divinity School w Nashville w stanie Tennessee. Prowadzi wykłady i seminaria dotyczące Pisma Świętego, religii chrześcijańskiej i problemów wiary. Jest autorką pięciu książek, które przedstawiają alternatywną - wobec nauk Kościoła - wersję dziejów Jezusa i Marii Magdaleny. W swoich książkach podkreśla znaczenie pierwiastka żeńskiego w chrześcijaństwie i kulturze.
Jest zamężna i ma piątkę dzieci.